# Австралийски копринен териер
Австралийски копринен териер (на английски: Australian Silky Terrier) е дребно куче с произход Австралия.

## История
В края на 19 в. известен брой йоркширски териери били внесени от Англия в австралийските щати Виктория и Нови Южен Уелс. Любители смесили по-едри йоркшири с някои от техните австралийски териери и в кучилата се появили кученца, някои от които приличали на австралийски териери, други – на йоркшири, а трети имали по-особен вид. Те именно послужили за създаването на копринния териер. Първоначално били създадени два стандарта за породата – през 1906 г. във Виктория. По-късно, през 1926 г., те били поправени и бил изготвен нов вариант на стандарта. Породата е призната от Австралийския национален киноложки съвет през 1958 г.

## Общ вид
Малко късокрако куче с правоъгълен формат и козина с характерна копринено подобна структура.

## Тип поведение
Пъргаво, импулсивно и смело куче.

## Цвят
Син, с кафяви подплащници. Синьото може да бъде сребристо или гълъбово-синьо. Кафявите подплащници трябва да бъдат ярки и наситен. Синият плащ трябва да започва от основата на черепа до върха на опашката, надолу достигайки до лактите на предните крайници и назад, покривайки бедрата. По опашката синьото трябва да бъде много тъмно. Кафявите подплащници се разполагат по муцуната и скулите, около основата на ушите, по краката и лапите и около ануса. Козината по върха на главата трябва да бъде сребриста или жълто-кафява, но по-светла от кафявите подплащници.

## Космена покривка
Права, нежна, с коприненоподобна структура.

## Глава
Умерено дълга и здрава. Черепната част е плоска и не твърде широка между ушите. Дължината ѝ е по-голяма от дължината на муцуната. Стопът е плавен, а носната гъба е черна. Ушите са високо поставени, малки, с триъгълна форма, прави. Очи – малки, тъмни с бадемовидна форма и тъмни ръбове на клепачите. Светлите очи са сериозен дефект. Зъбите са здрави с ножична захапка.

## Шия
Средно дълга, деликатна и грациозно носена.

## Гърди
Средно широки и дълбоки.

## Тяло
Тялото е дълго с около 20% повече от височината при холката. Прекалено късото, както и прекалено дългото тяло се счита за дефект.

## Предни и задни крайници
Лопатките са късопоставени и сключват подходящ ъгъл с раменните кости. Подрамената са прави и здрави. Бедрата са добре замускулени и здрави, но изглеждат тежки. Коленните и скакателните стави са добре заъглени и успоредни при поглед отзад. Лапите са малки, компактни, кръгли, със здрави и гъвкави стъпателни възглавнички. Ноктите са здрави и тъмно пигментирани. Белите или розовите нокти са дефект.

## Опашка
Високо поставена и носена почти отвесно. Кушира се.